# سكرتارية اللجنة المركزية للحزب الشيوعي الصيني
الأمانة المركزية للحزب الشيوعي الصيني هي هيئة تخدم المكتب السياسي للحزب الشيوعي الصيني ولجنته الدائمة. الأمانة مسؤولة بشكل رئيسي عن تنفيذ العمليات الروتينية للمكتب السياسي وتنسيق المنظمات وأصحاب المصلحة لتحقيق المهام على النحو الذي حدده المكتب السياسي. وهي مخولة من قبل المكتب السياسي لاتخاذ قرارات روتينية يومية بشأن القضايا ذات الاهتمام وفقا لقرارات المكتب السياسي، ولكن يجب عليها استشارة المكتب السياسي في المسائل الموضوعية.
تم إنشاء الأمانة في يناير 1934. ويرأسه اسميا الأمين العام، على الرغم من أن منصب «الأمين العام» لم يكن دائما واحدا مثل زعيم الحزب الأعلى. يعتبر أمناء الأمانة (Shujichu Shuji) بعضًا من أهم المناصب السياسية في الحزب الشيوعي وفي الصين المعاصرة بشكل عام. بموجب البروتوكول، يتم ترتيب أعضائه فوق نواب رئيس المجلس الشعبي الوطني وكذلك أعضاء مجلس الدولة. يرأس الأمين العام عمل الأمانة.

## التاريخ
تم تشكيل سكرتارية اللجنة المركزية في يناير 1934 في الجلسة العامة الخامسة للمؤتمر الوطني السادس للحزب الشيوعي الصيني، التي عقدت في شنغهاي. في 20 مارس 1943، قرر المكتب السياسي، في قرار مشترك، أن الأمانة ستكون مسؤولة عن تنفيذ عمل المكتب السياسي وفقًا لإطار السياسة العامة الذي حدده المكتب السياسي، وأنه مخول بسلطة القيام القرارات في هذا الإطار العام.
في عام 1956، أنشأ الحزب منصب «الأمين العام» لرئاسة أمانته. الموقف ليس موقف القائد الأول في الحزب الذي كان في ذلك الوقت «رئيس اللجنة المركزية». بدلا من ذلك، كان الأمين العام مسؤولا عن تنفيذ العمل اليومي للمكتب السياسي للحزب الشيوعي. كان أمينها العام الافتتاحي دنغ شياو بينغ، مع شخصيات سياسية بارزة مثل بينج تشن وتان زينلين كأمناء.